# Insieme (Christian)
Insieme è un album di Christian, pubblicato dall'etichetta discografica PolyGram nel 1986.

## Tracce
1. Insieme
2. Abbracciami amore mio
3. Notte serena
4. Nostalgia
5. Amante mia
6. Se te ne vai
7. Cara
8. Daniela
9. Un'altra vita un altro amore
10. L'abbraccio
11. Aspettami
12. Non voglio perderti